# دونالد سميث، بارون ستراثكونا الأول وجبل رويال
دونالد ألكسندر سميث، بارون ستراثكونا الأول وجبل رويال (6 أغسطس 1820 – 21 يناير 1914)، المعروف باسم السير دونالد أ. سميث بين مايو 1886 وأغسطس 1897، كان رجل أعمال كنديًا، اسكتلندي المولد، وأصبح أحد أبرز بناة الإمبراطورية البريطانية ومن فاعلي الخير. أصبح مفوضًا ومحافظًا ومساهمًا رئيسيًا في شركة خليج هدسون. كان رئيسًا لبنك مونتريال، وشارك مع ابن عمه الأول، لورد ماونت ستيفن، في تأسيس سكة حديد المحيط الهادئ الكندية. تم انتخابه لعضوية الجمعية التشريعية لمانيتوبا وبعد ذلك مثّل مونتريال في مجلس العموم الكندي. كان المفوض السامي الكندي في المملكة المتحدة من 1896 إلى 1914. كان رئيس مجلس إدارة شركة نفط بورما وشركة النفط الأنجلو-فارسية. كما كان مستشارًا لجامعة ماكجيل (1889-1914)  وجامعة أبردين .
أطلق عليه الملك إدوارد السابع لقب «العم دونالد».  وقدرت ممتلكاته بمبلغ 5.5 مليون دولار. قيل انه (خلال حياته، وبما في ذلك الوصايا التي تركها بعد وفاته) وهب ما يزيد قليلا على 7.5 مليون دولار بالإضافة إلى مليون باوند ( بخلاف الهدايا الخاصة والبدلات) إلى مجموعة كبيرة من الأعمال الخيرية في جميع أنحاء كندا، و المملكة المتحدة والولايات المتحدة. قام بنفسه بتربية حصان اللورد ستراثكونا، الذي رأى أول عمل له في حرب البوير. وقام بتمويل بناء مستشفى لينشويل. أيضا قام هو وابن عمه الأول، اللورد ماونت ستيفن، بشراء قطعة أرض ثم منح كل منهما مليون دولار لمدينة مونتريال لبناء وصيانة مستشفى رويال فيكتوريا . منح وسام اللورد ستراثكونا وتبرع بسخاء لجامعة ماكجيل وجامعة أبردين وجامعة فيكتوريا في مانشستر وجامعة ييل وصندوق مستشفى أمير ويلز والمعهد الإمبراطوري . في جامعة مكغيل بدأ برنامج دونالد بغرض توفير التعليم العالي للمرأة الكندية، وبناء كلية رويال فيكتوريا في شارع شيربروك لهذا الغرض في عام 1886. وبنى أيضا مبنى ستراثكونا الطبي في ماكغيل وهب الأوقاف لصالح كراسيها في كل من علم الأمراض والنظافة.

## النشأة
ولد في 6 أغسطس 1820، في شارع فورس، في موراي، اسكتلندا. كان الابن الثاني لألكسندر سميث (1786-1841) وزوجته باربرا ستيوارت، ابنة دونالد ستيوارت (1740) من لينشويل. والده، والذي كانت عائلته تعيش في كوخ أرشيزتاون، أصبح صانع سروج في فوريس بعد أن جرب الزراعة والجندية. كان دونالد ابن العم الأول للأخوة جرانت الناجحين في مانشستر، والذين قيل إنهم خُلدوا باسم «الأخوة المبتهجين» في كتاب تشارلز ديكنزظ، نيكولاس نيكلبي . كانت والدة دونالد أخت المستكشف الكندي جون ستيوارت، الشريك في شركة نورث ويست، والذي ترتقى ليصبح المدير الرئيسي في شركة خليج هدسون.
تلقى سميث تعليمه في مدرسة أندرسون الحرة، وعند مغادرته في سن السادسة عشرة، تم تدريبه ليصبح محامياً في مكاتب روبرت واتسون، كاتب مدينة فوريس. في سن الثامنة عشرة، اختار سميث مسارًا وظيفيًا آخر؛ حيث عرض عليه الدخول إلى الحياة التجارية في مانشستر، والعمل في الخدمة المدنية الهندية، وكان اختياره هو أن ينسخ مساره ويقلد عمه جون ستيوارت (الذي كان قد عاد في ذلك الوقت للعيش بالقرب من فورس. ) والذي عرض عليه تدريبًا مبتدئًا في خدمة شركة خليج هادسون. اختار سميث متابعة مسيرة عمه وأبحر إلى مونتريال في ذلك العام.

## شركة خليج هدسون
هاجر سميث إلى كندا السفلى في عام 1838 للعمل في شركة خليج هدسون، وأصبح كاتبًا للشركة في عام 1842. واعطي دور في الرقابة الإدارية ضمن موقع مينجان في وقت متأخر من عام 1843، حيث واجهت أساليبه المبتكرة استهجان وعدم موافقة المحافظ السير جورج سيمبسون. احترق موقع مينجان في عام 1846 ، وغادر سميث إلى مونتريال في العام التالي. إلا أنه عاد في عام 1848، وبقي في لابرادور حتى ستينيات القرن التاسع عشر، حيث كان يدير تجارة الفراء وصيد سمك السلمون في المنطقة.
في عام 1862، تمت ترقية سميث إلى منصب كبير موظفي الشركة المسؤول عن منطقة لابرادور. سافر إلى لندن عام 1865، وترك انطباعًا إيجابيًا لدى مديري شركة خليج هدسون. في عام 1868، تمت ترقيته إلى منصب مفوض إدارة مونتريال، حيث كان يدير العمليات الشرقية للشركة. في نفس العام، انضم سميث إلى جورج ستيفن وريتشارد بلادورث أنجوس وأندرو باتون لتأسيس مصنع النسيج شركة باتون للتصنيع ، في شيربروك.
في عام 1869، حملت حكومة السير جون أ.ماكدونالد شركة خليج هدسون المسؤولية عن الاضطرابات المبلغ عنها في مستعمرة النهر الأحمر، والتي كانت جزءًا من الشراء المقترح للجزء الأصلي من أرض روبرت من شركة خليج هدسون. كان الشخص المسؤول عن المكتب الرئيسي لشركة خليج هدسون في مونتريال هو سميث، وقد طلب منه الحاكم العام التحقيق وكتابة تقرير الهيئة الملكية. سافر سميث إلى مانيتوبا، وتفاوض في فورت جاري مع لويس رييل، الذي تم انتخابه كزعيم للتمرد. أدى عرض سميث، الذي تضمن الاعتراف بالأرض لميتي، إلى دعوة لويس رييل لعقد مجلس مكون من 40 ممثل، نصفهم من المستوطنين والنصف الثاني من شركة خليج هدسون، لإجراء مفاوضات رسمية. عاد سميث إلى أوتاوا في أوائل عام 1870، ووضع اللجنة الملكية في الأقاليم الشمالية الغربية بنتيجة المفاوضات، الأمر الذي جعل اسمه يظهر في كل من كندا ولندن. نجح سميث في الحصول على العفو عن بعض السجناء داخل المنطقة؛ ومع ذلك ، لم يكن قادرًا على منع إعدام توماس سكوت من قبل حكومة رييل المؤقتة. تم تعيينه في ذلك العام في منصب رئيس مجلس الإدارة الشمالية التابع لشركة خليج هدسون (أصبح فعليًا مديرًا للأقاليم الشمالية الغربية ، بما في ذلك مانيتوبا).
سميث رافق العقيد غارنت ولسلي في مهمته العسكرية إلى النهر الأحمر في في نفس العام الذي انتهى به التمرد. وعين وولسيلي سميث حاكماً بالنيابة لأسينيبويا بانتظار وصول نائب الحاكم آدمز جورج أرشيبالد إلى المقاطعة. بقي سميث في المنطقة بعد عام 1870، وكان مسؤولاً عن التفاوض بشأن نقل ملكية أرض لشركة خليج هدسون إلى الحكومة الفيدرالية (بالإضافة إلى تنسيق نقل العديد من مطالبات الأراضي في المنطقة). عين أرشيبالد سميث في مجلسه التنفيذي في 20 أكتوبر 1870، على الرغم من أن هذا القرار قد ألغى لاحقًا من قبل الحكومة الكندية، التي قضت بأن أرشيبالد قد تجاوز سلطته القانونية.

## الحياة السياسية

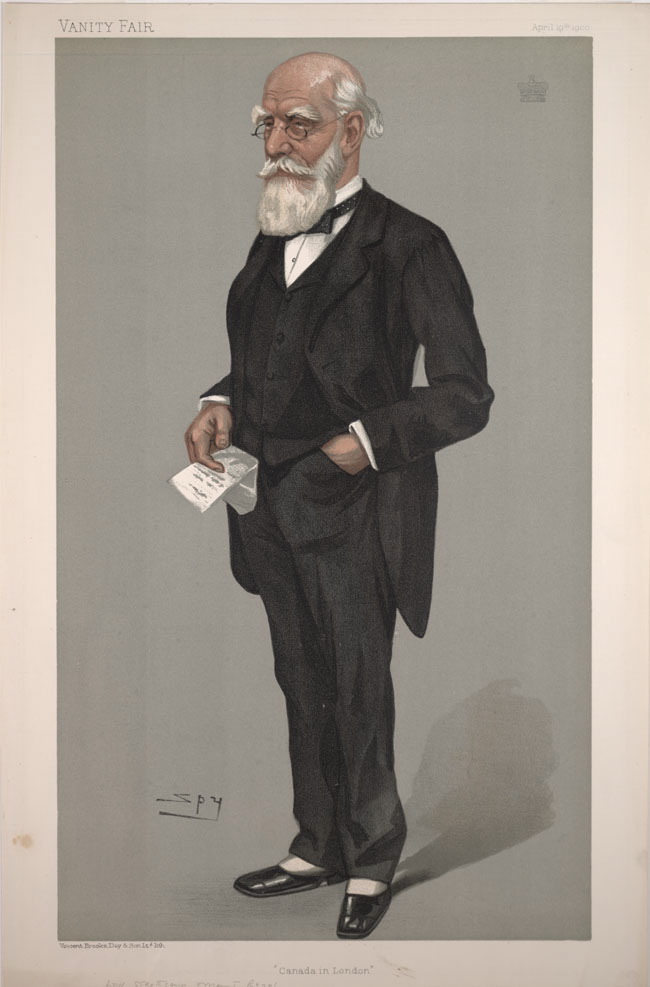
لوحة كندا في لندن بريشة ليزلي وارد، رسم كاريكاتوري للورد ستراثكونا في فانيتي فير، 1900

في أول انتخابات عامة لمانيتوبا، عقدت في 27 ديسمبر 1870، تم انتخاب سميث في الهيئة التشريعية الإقليمية لإدارة وينيبيج وسانت جون، وهزم منافسه الأزلي والمناهض لشركة خليج هدسون، جون كريستيان شولتز، بأغلبية 71 صوتًا مقابل 63. كان سميث من مؤيدي حكومة إجماع أرشيبالد ، وعارض الحزب الكندي شديد الولاء لشولتز. حصلت أعمال شغب بين جنود أونتاريو المتمركزين في وينيبيغ بعد إعلان فوز سميث.[بحاجة لمصدر]
سُمح للسياسيين بالخدمة في كل من البرلمانات الإقليمية والفدرالية في هذه الفترة من تاريخ مانيتوبا، وانتُخب سميث في مجلس العموم الكندي لركوب سيلكيرك الذي تم تشكيله حديثًا في أوائل عام 1871. أخذ مكانه كمحافظ مستقل، ودعم في البداية حكومة السير جون إيه ماكدونالد. أعيد انتخاب سميث بسهولة في عام 1872 ، وكان مدافعًا قويًا عن مصالح شركة خليج هدسون في مجلس العموم ، وتحدث أيضًا عن قضايا تتعلق بمانيتوبا والشمال الغربي. ساعد في إنشاء بنك مانيتوبا وشركة مانيتوبا للتأمين خلال هذه الفترة ، بمساعدة المصرفي السير هيو آلان .
في عام 1872، تم تعيين سميث في المجموعة الأولى من أعضاء مجلس الشمال الغربي المؤقت ، وهي أول جمعية حاكمة للأقاليم الشمالية الغربية. كان سميث أحد الأشخاص القلائل الذين خدموا في مجلسين تشريعيين إقليميين والبرلمان الفيدرالي في نفس الوقت.
انفصل سميث عن ماكدونالد في عام 1873، بعد أن قام رئيس الوزراء بتأخير سداد نفقات سميث السابقة في ريد ريفر. صوت سميث لتوجيه اللوم للحكومة ضمن قرار بشأن فضيحة المحيط الهادئ، وبالتالي كان مسؤولاً جزئياً عن هزيمة الحكومة. ظل سميث محافظًا مستقلاً ، لكن علاقاته مع ممثلي المحافظين الرسميين كانت غالبًا متوترة في السنوات اللاحقة.
ألغت مانيتوبا «الانتداب المزدوج» في عام 1873، واستقال سميث من المجلس التشريعي الإقليمي في أوائل عام 1874 (كان أول شخص يقوم بذلك). ثم جاءت الانتخابات الكندية العامة لعام 1874، حيث هزم سميث المرشح الليبرالي أندرو جي بي باناتين بأغلبية 329 صوتًا مقابل 225.لمحت صحيفة مانيتوبا فري برس، في ذلك الوقت، أن سميث شجع ترشيح باناتين لمنع ظهور معارضة أكثر جدية.[بحاجة لمصدر]
في عام 1873 ، فصلت شركة خليج هدسون تجارة الفراء عن عمليات بيع الأراضي، مما جعل سميث مسؤولاً عن الأخيرة. كان سميث قد أصبح مهتما بتوسيع السكك الحديدية من خلال عمله مع شركة خليج هدسون، وفي عام 1875 كان من بين مؤسسي سكة حديد مانيتوبا الغربية. كما كان أيضًا شريكًا في شركة النهر الأحمر للنقل، التي سيطرت على سكة حديد سانت بول والمحيط الهادئ في مارس 1878. سيطرت مشاريعه التجارية بشكل متزايد على أعماله، واستقال رسميًا من منصب مفوض الأراضي في أوائل عام 1879، على الرغم من أنه ظل شخصية بارزة في عمليات شركة خليج هدسون لمدة 30 عامًا أخرى.
واجه سميث تحديًا انتخابيًا خطيرًا من نائب حاكم مانيتوبا السابق ألكسندر موريس في الانتخابات العامة لعام 1878. بمساعدة من قبل صحيفة الصحافة الحرة في مانيتوبا، هزم سميث موريس بأغلبية 555 صوتًا مقابل 546، فاحتج منظمو المحافظين المحليين على النتيجة، وتم إلغاء النتائج بعد ذلك بعامين. في 10 سبتمبر 1880، هُزم سميث من قبل عمدة وينيبيغ السابق توماس سكوت، 735 صوتًا مقابل 577.